# Marina Tarkovskaya
Marina Arsenievna Tarkovskaya  (Moscú, 3 de septiembre de 1934 - 11 de junio de 2024) fue una escritora, editora y crítica soviética y rusa, hija del poeta Arseni Tarkovski y hermana del director Andréi Tarkovski. Fue miembro del Sindicato de Cineastas de Rusia y del Club 418.

## Biografía
Nació el 3 de octubre de 1934 en Moscú. Durante la Segunda Guerra Mundial (1941-1943), fue evacuada junto a su familia al Volga, a Yúrievets, donde comenzó sus estudios escolares. En 1943, regresó a Moscú y continuó sus estudios en la Escuela No. 554. Se graduó en la Facultad de Filología de la Universidad Estatal de Moscú, donde estudió en el departamento de romano-germánicas por la noche. Después de graduarse, trabajó en la editorial "Ruski Yazyk" (Lengua Rusa) primero como correctora y luego como editora.
Fue autora de memorias y biografías de su padre y hermano, incluyendo libros como:
- "Fragmentos de un espejo" (1999),[3]
- "Arseni Tarkovsky: mi destino se quemó entre líneas",
- "Recuerdo de Andréi",
- "Ahora tenemos una nueva dirección",

y compiladora de colecciones como:
- "Viví y canté una vez...": recuerdos del poeta Arseny Tarkovsky (1999),
- "Sobre Tarkovski. Recuerdos en dos libros" (2002).
- Participó en la realización de documentales como "Reberg y Tarkovski: el lado opuesto de 'Stalker'" (2009) y "La casa de Marina" (2012).[4][5]

Sin éxito, luchó por establecer en Moscú una casa-museo en honor a Tarkovski.
Falleció la mañana del 11 de junio de 2024.

## Premios
Recibió el "Anti-Booker" por su libro "Fragmentos de un espejo" (1999), junto con un premio especial del presidente del jurado.

## Familia
- Abuela: Vera Nikolayevna Vishniakova, nacida Dubasova (1880-?)
- Abuelo: Aleksandr Karlovich Tarkovski (1862-1924)
- Madre: Maria Ivanovna Vishniakova (1907-1979)
- Padre: Arseni Aleksandrovich Tarkovski (1907-1989), quien abandonó la familia en 1935
- Hermano: Andrei Arsenievich Tarkovski (1932-1986)
- Esposo: Aleksandr Vitalievich Gordon (1931-2020)
  - Hija: Yekaterina Aleksandrovna Tarkovskaya[9]
  - Hijo: Mijaíl Aleksandrovich Tarkovski (nacido en 1958)[10]